# Daniël Chantepie de la Saussaye
Daniël Chantepie de la Saussaye (Den Haag, 10 december 1818 – Groningen, 13 februari 1874) was een Nederlands hoogleraar aan de Rijksuniversiteit Groningen, predikant en theoloog.

## Leven en werk
Chantepie de la Saussaye werd in 1818 te Den Haag geboren. Hij studeerde theologie aan de Universiteit Leiden. Hij werd in 1842 Waals Hervormd predikant in Leeuwarden, in 1848 in Leiden en was van 1862 tot 1872 predikant van de Nederlandse Hervormde Kerk in Rotterdam. Vanaf 1872 was hij hoogleraar aan de Rijksuniversiteit Groningen.
Chantepie de la Saussaye geldt als de vader van de ethische theologie. Een van de meest bekende personen die deze richting in de Nederlandse Hervormde Kerk vertegenwoordigden was Johannes Hermanus Gunning, een leerling van Chantepie de la Saussaye.
Enige jaren geleden zijn de belangrijkste publicaties van Chantepie de la Saussaye verzameld en onder redactie van dr. F.G.M. Broeyer, prof. dr. H.W. de Knijff en dr. H. Veldhuis heruitgegeven.
Chantepie de la Saussaye was de vader van Pierre Daniel Chantepie de la Saussaye.

## Publicaties
- Daniël Chantepie de la Saussaye: Verzameld werk. Een keuze uit het werk van Daniël Chantepie de la Saussaye. Verzameld en geannoteerd door F.G.M Broeyer, H.W. de Knijff, H. Veldhuis. 3 delen. Zoetermeer, Boekencentrum, 1997-2003. ISBN 9023906519, ISBN 9023906527 en ISBN 9023906535

A.J. Rasker heeft in zijn De Nederlandse Hervormde Kerk vanaf 1795 (tweede herziene en uitgebreide druk), Kampen 1981, uitvoerige aandacht geschonken aan deze theoloog, hoofdstuk X, blz. 125-138. Een van de belangrijkste kenmerken van zijn theologie, waarin hij zich afzette zowel tegenover de orthodoxie als tegenover de historische kritiek, was zijn accent op 'het Israëlitische karakter van de openbaring'. Die zag hij vooral daarin, dat de openbaring van God zich in een concrete geschiedenis voltrekt en gericht staat op de toekomst. Hij verwoordde zijn visie in termen van de 19de eeuw, waarin termen als naturalisme, historie van de rassen, idealisme worden gebruikt in een zin die door ons vandaag als racistisch, historistisch en evolutionistisch zouden worden bestempeld. Maar in de context van die tijd heeft De la Saussaye scherp gezien dat Israël in theologisch opzicht staat voor een God die in de geschiedenis aanwezig en bezig is vanuit zijn toekomst. Wat hij noemde 'het ideaal' van Israël zouden wij noemen: het visioen van Gods toekomst van vrede en gerechtigheid.
In zijn opstel 'Israëls roeping' (opgenomen in De toekomst, 1868, 1vv.) laat hij vooral zien dat Israël vóór de ballingschap andere goden naliep, en na Ezra en Nehemia echt werd wat Israël moest zijn: volk van de Tora.
Deze samenhang van de visie van De la Saussaye met Pirké Avot, over de constituering van Israël via de 'mannen van de grote vergadering (Pirké Avot, 1, 1) verdient nadere bestudering.
De Haagse historicus en oud-schoolrector dr. Paul Gerretsen (1945) promoveerde in 2013 te Leiden op het proefschrift Vrijzinnig noch rechtzinnig: Daniël Chantepie de la Saussaye en Jan Hendrik Gerretsen in de ban van het ethisch beginsel.